# Livets lyse side
Livets lyse side är ett musikalbum med Finn Kalvik. Albumet utgavs 1988 av det norska skivbolaget Crema.

## Låtlista
1. "Velkommen ombord" – 4:28
2. "God som gull" – 4:05
3. Veien du skulle valgt" – 3:46
4. "Kim & Nana" – 4:50
5. "Kom og ligg inntil meg" – 5:02
6. "Livets lyse side" – 3:38
7. "Med nebb og klør" – 4:50
8. "Normann Andersen" – 4:12
9. "På tomme strender" – 3:40
10. "Sannhetens ansikt" – 4:35

- Alla låtar skrivna av Finn Kalvik

## Medverkande
Musiker
- Finn Kalvik – sång, akustisk gitarr
- Georg Wadenius – gitarr, arrangement
- Alf Emil Eik – synthesizer, percussion, syntbas, trummaskin, programmering
- Bjørn Ole Rasch – synthesizer
- Bruce Rasmussen – trummor
- Sven Nyhus – fiol, arrangement (spår 6)
- Åshild Breie Nyhus, Marit Larsen – fiol (spår 6)
- Bendik Hofseth – saxofon (spår 7)
- Einar Mjåland – basgitarr (spår 2, 5, 9, 10)
- Ole Edvard Antonsen – trumpet (spår 9)
- Elisabeth Moberg, Håkon Iversen, Kari Iveland – körsång (spår 1, 2, 4, 7, 9, 10)
- Atle Bakken – (spår 10)
- Horns for Hire – mässingsinstrument (spår 2, 7)
  - Jens Petter Antonsen – trumpet
  - Ole Edvard Antonsen – piccolatrumpet
  - Arild Stav – saxofon
  - Torbjørn Sunde – trombon
- The Workship Boys – orkester (spår 2), arrangement (spår 8)

Produktion
- Finn Kalvik – musikproducent, ljudmix
- Arve Sigvaldsen – musikproducent, ljudmix
- Jan Erik Kongshaug – ljudtekniker, ljudmix
- Alf Emil Eik, Erik Aunskog, Finn Hansen, Rolf Kjernet – ljudtekniker
- Tom Friberg – coverdesign
- Hans-Olav Forsang – foto